# Karl Ferdinand Schimpf
Karl Ferdinand Schimpf (* 12. Oktober 1806 in Laufenburg; † 10. Januar 1868 in Basel; heimatberechtigt in Laufenburg) war ein Schweizer Politiker und Richter. Von 1848 bis 1852 war er Nationalrat, danach bis 1859 Regierungsrat des Kantons Aargau.

## Biografie
Schimpf besuchte die Schulen in Laufenburg und von 1823 bis 1825 den «Lehrverein», ein privates Bildungsinstitut in Aarau. Daraufhin begann er Rechtswissenschaft an der Universität Freiburg zu studieren, musste das Studium jedoch bald krankheitshalber und wegen Geldmangel abbrechen. Seinen Lebensunterhalt verdiente er als Schreiber am Bezirksgericht Laufenburg und später als Laufenburger Stadtschreiber. Mit finanzieller Unterstützung des Aarauer Rechtsanwalts Rudolf Feer nahm er 1838 das Studium an der Universität Tübingen wieder auf und schloss es mit dem Doktorat ab.
1840 begann Schimpf als Rechtsanwalt zu arbeiten. Im darauf folgenden Jahr wurde er zum Bezirksrichter ernannt, 1842 zum Präsidenten des Bezirksgerichts Laufenburg und 1849 zum Bezirksamtmann. Ab 1842 war er Mitglied des Grossen Rates, von 1849 bis 1851 des Verfassungsrates. Schimpf trat 1848 zu den ersten Parlamentswahlen an und vertrat den Aargau bis 1852 im Nationalrat. Daraufhin wählte ihn der Grosse Rat 1852 in die Kantonsregierung, in der er nacheinander dem Departement des Innern, dem Finanzdepartement und dem Polizeidepartement vorstand.
Schimpf wurde 1854 Vizepräsident der Aargauischen Bank, der Vorgängerin der heutigen Kantonalbank, zwei Jahre später Bataillonskommandant der Landwehr. 1859 trat er aus der Regierung zurück und zog nach Basel, wo er bis zu seinem Tod die Direktion des 1. Zollkreises leitete.